# Клонтаф (Минесота)
Клонтаф (енгл. Clontarf) град је у америчкој савезној држави Минесота.

## Демографија
По попису из 2010. године број становника је 164, што је 9 (-5,2%) становника мање него 2000. године.
| Група             | 2000.       | 2010.       |
| Белци             | 166 (96,0%) | 159 (97,0%) |
| Афроамериканци    | 0 (0,0%)    | 0 (0,0%)    |
| Азијати           | 0 (0,0%)    | 1 (0,6%)    |
| Хиспаноамериканци | 6 (3,5%)    | 4 (2,4%)    |
| Укупно            | 173         | 164         |